# Derek Harper
Derek Ricardo Harper (ur. 13 października 1961 w Royston) – amerykański koszykarz, obrońca, zaliczany do drugiego składu najlepszych obrońców NBA.
W 1980 wystąpił w meczu gwiazd amerykańskich szkół średnich - McDonald’s All-American.

## Osiągnięcia
Na podstawie, o ile nie zaznaczono inaczej.
NCAA
- Uczestnik:
  - rozgrywek Sweet 16 turnieju NCAA (1981)
  - turnieju NCAA (1981, 1983)
- Zaliczony do:
  - I składu All-Big Ten (1983)
  - II składu All-American (1983 - przez AP)
  - składu:
    - Honorable Mention All-Big Ten (1981-82)
    - Illini Men's Basketball All-Century (2004)

NBA
- Finalista NBA (1994)[5]
- 2-krotnie wybierany do składu II składu defensywnego NBA (1987, 1990)[1]
- Lider play-off w średniej przechwytów (1986)[6]